# Quần đảo Scilly
Quần đảo Scilly (tiếng Anh: Isles of Scilly, /ˈsɪli/; tiếng Cornwall: Syllan hay Enesek Syllan) nằm ở ngoài khơi đỉnh tây nam của bán đảo Cornwall trên đảo Anh.
Từ năm 1890, Quần đảo đã có một cơ quan quản lý địa phương riêng biệt với Cornwall, song một số ban ngành thì vẫn chung với Cornwall và quần đảo vẫn là một phần của hạt nghi lễ Cornwall; chính quyền quần đảo không có vị thế là hội đồng hạt kể từ khi thông qua Sắc lệnh quần đảo Scilly vào năm 1930. Hội đồng nay được gọi là Hội đồng quần đảo Scilly. Công tước Cornwall sở hữu hầu hết đất đai tại quần đảo. Du lịch đóng một vai trò chính trong kinh tế địa phương, cùng với nông nghiệp.
Quần đảo Scilly gồm năm hòn đảo có người sinh sống và một số đảo đá khác nhỏ hơn (tổng số là khoảng 140) nằm cách 45 km (28 mi) ngoài khơi Land's End. Tất cả các đảo đều bao gồm đá hoa cương có niên đại từ đầu kỷ Permi.
Vị trí của quần đảo khiến nó có các mặt tương phản rất lớn, biển bao quanh khiến các đảo hiếm khi có sương giá hay tuyết, cho phép các nông dân địa phương trồng hoa trước những người ở đảo chính. Sản phẩm nông nghiệp chính là thủy tiên. Tiếp xúc với gió từ Đại Tây Dương khiến cho các cơn gió mạnh vào mùa đông thường xuyên thổi vào các đảo.
Là một phần trong chiến dịch quảng bá 2002, tổ chức bảo tồn thực vật Plantlife đã chọn Armeria maritima làm "hạt hoa" của quần đảo.
Các đảo quan trọng:
| Đảo                              | Dân số (Điều tra 2001) | Diện tích (km²) | Điểm định cư chính |
| -------------------------------- | ---------------------- | --------------- | ------------------ |
| St Mary's                        | 1.666                  | 6,29            | Hugh Town          |
| Tresco                           | 180                    | 2,97            | New Grimsby        |
| St Martin's (cùng với đảo White) | 142                    | 2,37            | Higher Town        |
| St Agnes (cùng với Gugh)         | 73                     | 1,48            | Saint Agnes        |
| Bryher (cùng với Gweal)          | 92                     | 1,32            | Bryher             |
| Samson                           | -(1)                   | 0,38            |                    |
| Annet                            | –                      | 0,21            |                    |
| St. Helen's                      | –                      | 0,20            |                    |
| Teän                             | –                      | 0,16            |                    |
| Great Ganilly                    | –                      | 0,13            |                    |
| 45 đảo nhỏ còn lại               | –                      | 0,50            |                    |
| quần đảo Scilly                  | 2.153                  | 16.,03          | Hugh Town          |

(1)  có người định cư cho đến năm 1855